# David Toscana
David Toscana (ur. 1961 w Monterrey) –meksykański pisarz i dziennikarz.
Z wykształcenia jest inżynierem, ukończył Instituto de Estudios y Tecnológico superiores de Monterrey. Debiutował w 1992 utworem Las bicicletas. Jest tłumaczony na wiele języków, w tym na polski – Ostatni czytelnik rozgrywa się współcześnie w małym miasteczku trapionym długoletnią suszą. Głównym bohaterem książki jest bibliotekarz, żyjący w świecie swoich książek, który niespodziewanie musi się zmierzyć z morderstwem dokonanym na nastoletniej dziewczynce.

## Twórczość
- Las bicicletas (1992)
- Estación Tula (1995)
- Historias del Lontananza (1997, zbiór opowiadań)
- Santa María del Circo (1998)
- Duelo por Miguel Pruneda (2002)
- Ostatni czytelnik (El último lector 2005)
- El ejército iluminado (2006)
- Los puentes de Königsberg (2009)
- La ciudad que el diablo se llevó (2012)